# Westerau
Westerau er en by og kommune i det nordlige Tyskland, beliggende i Amt Nordstormarn under Kreis Stormarn. Kreis Stormarn ligger i den sydøstlige del af delstaten Slesvig-Holsten.

## Geografi
Westerau ligger omkring 14 km sydvest for Lübeck og ca. syv km øst for Bad Oldesloe. I den nordlige del af kommunen ligger herregården Trenthorst som i dag rummer et institut for økologisk landbrug.